# Alphonse Marie Ratisbonne
Alphonse Marie Ratisbonne (Strasburgo, 1º maggio 1814 – Ain Karem, 6 maggio 1884) è stato un avvocato e presbitero francese, di origine ebraica, reso famoso dalla sua testimonianza su un'apparizione mariana avvenuta all'interno della basilica di Sant'Andrea delle Fratte a Roma il 20 gennaio 1842.

## Biografia

### Infanzia
Alphonse Ratisbonne nacque a Strasburgo da Auguste Ratisbonne e Adelaïde Cerfberr, appartenenti alla borghesia cittadina ed entrambi di origine ebraiche, seppur non fossero praticanti. Fu avviato presto agli studi e riuscì a laurearsi in giurisprudenza. Dopo la laurea lo zio paterno Louis, di professione banchiere, lo scelse prima come suo aiutante e poi come suo successore, avviandolo a quest'attività. Nel frattempo si fidanzò con la cugina Flore, con l'intenzione di sposarla e continuò la sua attività lavorativa aiutando, nel tempo libero, gli ebrei più indigenti e in difficoltà della città.

### Il viaggio a Roma
Nel 1827 il fratello Théodore si convertì al cristianesimo grazie all'influsso del teologo e filosofo Louis Eugène Marie Bautain. Questo evento, di cui la famiglia fu contrariata, convinse comunque Alphonse ad abbandonare la pratica secolare dell'ebraismo e a riscoprirne la religiosità. Per concedere del tempo di riflessione sia a lui che alla fidanzata, nell'autunno del 1841 la famiglia decise di pagargli un viaggio turistico per le città del Mediterraneo. Oltre a visitare le più grandi e importanti città europee, Alphonse era intenzionato a recarsi anche a Gerusalemme, ma non aveva prestabilito un itinerario specifico. Fece scalo così in diverse città italiane: a Civitavecchia, a Napoli e infine a Roma, in cui giunse il 6 gennaio.
Durante il viaggio fece amicizia con il barone Marie-Théodore de Bussierre e il conte Auguste Ferron de La Ferronnays, due cattolici praticanti che cercarono di convertirlo raccontadogli la storia della medaglia miracolosa, regalandogliene una. A Roma visitò il ghetto ebraico e viste le condizioni in cui versavano gli ebrei che ci abitavano, durante una conversazione con gli amici viaggio, accusò il papa di non aver fatto abbastanza per migliorarle.
Il 17 gennaio morì inaspettatamente il conte de La Ferronnays e il barone de Bussierre incominciò ad organizzare il funerale. Nei giorni successivi Ratisbonne incominciò a preparare la valigie intenzionato ad imbarcarsi per Palermo il 20 gennaio. La mattina di questo giorno uscì e si recò prima in un Caffé e poi incontrò il barone de Bussierre, che gli disse che non poteva fermarsi perché doveva raggiungere la chiesa di Sant'Andrea alle Fratte dove doveva preparare il funerale di de La Ferronnays. Ratisbonne decise di unirsi al barone e cogliere l'opportunità per salutare l'amico deceduto, prima di imbarcarsi per Palermo. Durante il viaggio in carrozza riferì a de Bussierre che quella notte non aveva dormito bene perché aveva sognato costantemente una croce nera, senza crocifisso, sogno che lo aveva turbato molto.
Giunti a destinazione, de Bussierre si recò in sagrestia a parlare con il sacerdote e Ratisbonne iniziò a vagare per la chiesa cercando le opere d'arte, alle quali avevano lavorato artisti come Bernini e Borromini. Durante questa visita, riferì successivamente a de Bussierre - così come avvenne durante il processo canonico (in cui si dichiarerà il 3 giugno 1842 la soprannaturalità dell'evento) - di aver avuto una visione di una donna di straordinaria bellezza, nella quale aveva riconosciuto la Vergine Maria nella stessa posa della medaglia miracolosa, immersa nella luce.

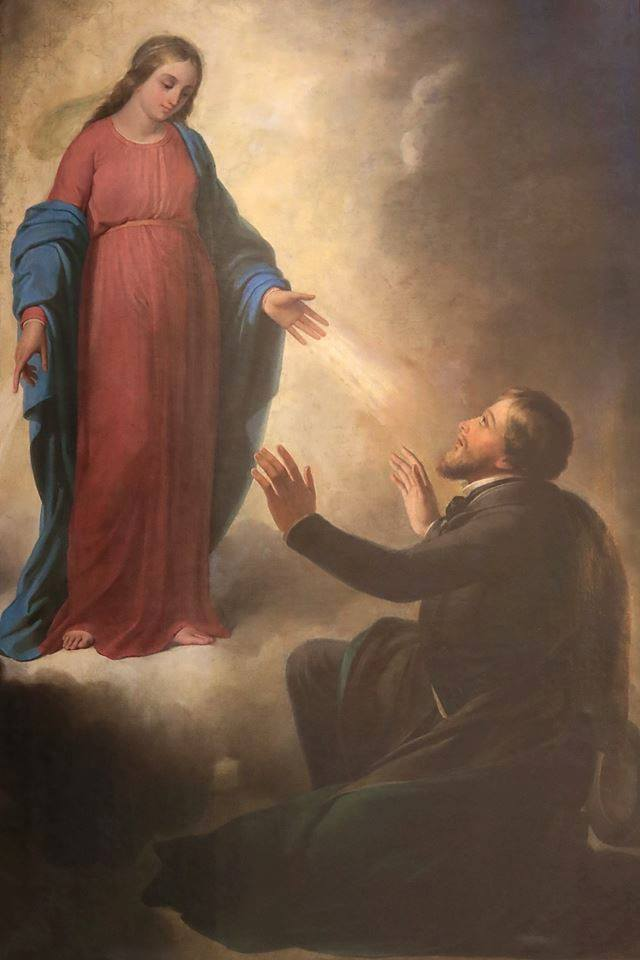
L'apparizione di Maria ad Alphonse Ratisbonne di Domenico Bartolini nella chiesa di sant'Andrea delle Fratte a Roma

De Bussierre lo trovò inginocchiato davanti un altare laterale, mentre singhiozzava e piangeva ripetendo la frase «Ella non mi ha detto nulla, ma ho compreso tutto». Di questo evento, soltanto successivamente scrisse che: 

### La conversione
Dopo questo evento il barone de Bussierre si prese cura di Ratisbonne, sia per le faccende mondane sia per quelle spirituali: fu infatti deciso a diventare cattolico. Il barone lo mise in contatto con dei gesuiti che incominciarono a insegnargli il catechismo. Durante questo periodo di catecumenato incontrò diverse volte papa Pio IX, al quale raccontò la storia della sua conversione, che attribuì alla devozione alla medaglia miracolosa.. Il papa incaricò il cardinale vicario di Roma Costantino Patrizi Naro di istituire un processo canonico che si concluse velocemente con la dichiarazione di autenticità del miracolo.. Ratisbonne fu battezzato dal cardinale Naro il 31 gennaio successivo.
A Salisburgo la notizia della conversione di Alphonse non venne presa bene dalla fidanzata e dallo zio, i quali ruppero i rapporti che intrattenevano con lui. Al contrario, con i genitori e i fratelli mantenne sempre dei buoni rapporti.

### L'attività missionaria
Nei mesi successivi alla sua conversione Ratisbonne mantenne i contatti con i gesuiti di Roma e con il loro padre generale Jan Roothaan. Spontaneamente entrò nella Compagnia di Gesù e si mise in contatto con il fratello Théodore (1802-1884), che dopo essere diventato cristiano quindici anni prima era diventato anche sacerdote.
Alphonse ricevette l'ordinazione presbiterale il 23 settembre 1848 e insieme al fratello avanzò l'idea di istitiuire un ordine religioso, dal nome Nostra Signora di Sion per la conversione degli ebrei e dei musulmani. Il desiderio si fece sempre più incessante e il 17 dicembre 1852 ottenne il permesso di lasciare l'ordine dei Gesuiti per intraprendere la nuova strada tanto ambita.
I due fratelli, dopo aver ottenuto l'approvazione dalla Santa Sede per il loro istituto religioso, si recarono in Palestina, dove fondarono una sede nei pressi dell'antico pretorio di Pilato, dove venne rinvenuto il Litostroto di cui parla il Vangelo di Giovanni e aprirono due orfanotrofi. I due fratelli fondarono il convento Ecce Homo, a Gerusallemme, e il convento di Ain Karïm, sul luogo tradizionalmente attributo alla Visitazione.
Per finanziare l'opera dell'istituto ritornò sporadicamente in Europa, tenendo conferenze in Francia, Germania e Italia. La sua predicazione e l'obiettivo dell'istituto religioso, gli attirarono sovente critiche di antisemitismo e calunnie. Morì ad Ein Kerem il 6 maggio 1884.

## Eredità

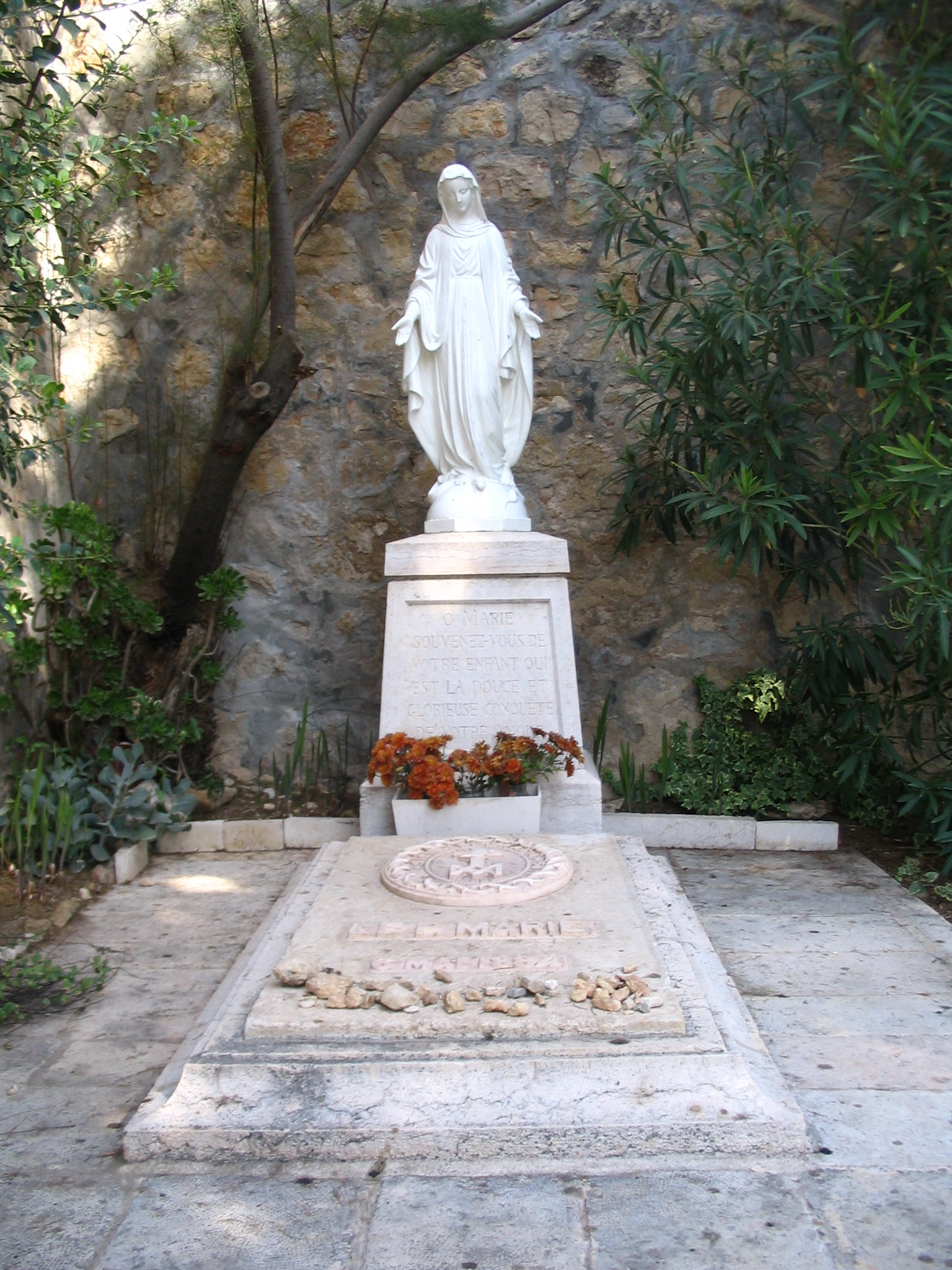
Ein Kerem, Nostra Signora di Sion, tomba di Alphonse Marie Ratisbonne.

Vittorio Messori, nel suo libro Ipotesi su Maria, fa un parallelismo tra la conversione improvvisa di Ratisbonne e quella altrettanto improvvisa di André Frossard.
René Laurentin nel suo Dizionario afferma che quella di Ratisbonne fu una notizia fondamentale nell'evoluzione del rapporto tra ebrei e cristiani e addirittura definisce la sua conversione come «un evento religioso che segnò il XIX secolo». Lo stesso autore segnala come la conversione immediata e duratura di un ebreo al cristianesimo fu vista da molti commentatori dell'epoca come un segno escatologico dell'imminente compimento dell'opera di salvezza di Dio, intenzionato a convertire definitivamente il popolo ebraico.
Sempre Laurentin afferma che le accuse e le calunnie che aleggiavano intorno alla figura di Ratisbonne permangono ancora oggi e che lui stesso fu ostacolato molte volte dopo che incominciò a scrivere un'approfondita biografia su Ratisbonne, prima e dopo la conversione, nella prospettiva di un processo di beatificazione. Questi eventi portarono Laurentin a non concludere la biografia dedicata a Ratisbonne, che fu interrotta alla narrazione del soggiorno romano.